# 蓮花白
莲花白是北京出产的一种白酒。

## 历史
莲花白本为明朝至清末由御膳房专门酿制的宫廷御酒。清同治年间宫廷缩减开支，遣散仆役，为其生计，将宫中部分日常耗用交与他们采办供奉。至光绪初，出宫的三位清宫内侍于1790年在北京西什库西四南开设“仁和”酒坊，清宫在此采购莲花白和菊花白，同时莲花白也有少量市售。后海淀镇因慈禧太后整建完颐和园后而兴盛，仁和店迁入海淀镇西大街路东，并传至一杨姓酒师，改名为“仁和酒店”。再于清末传给甄姓人氏甄秀峰及后人甄富荣。
1956年仁和酒店被當局沒收，店主甄富榮流放山西修路，本来就因价昂的而产量低的莲花白停产。1959年酿酒师以食堂中封存的酿酒设备试图复原“莲花白”，并由北京葡萄酒厂取得该技术，但所用药方不全，酒厂便与中医药师合作，依古法制出含有26种中药的酿酒配方，于1959年底恢复生产莲花白。复产后的莲花白原以莲花牌为商标，1977至1992年间，奉命由粮油进出口公司统一注册出口商标为“丰收牌莲花白酒”。2003年北京一轻控股有限责任公司决定北京葡萄酒厂专事生产葡萄酒，酒基为高粱酒的蓮花白转由北京红星股份有限公司生产，但产量不高。